# Asch-Schuʿarāʾ
Asch-Schuʿarāʾ (arabisch الشعراء, DMG aš-Šuʿarāʾ) ist die 26. Koransure. Ihr Titel bedeutet übersetzt „Die Dichter“. Sie ist mit 227 Versen die Sure mit den zweitmeisten Versen. In chronologischer Reihenfolge ist sie die 65. Koransure und soll in Mekka Mohammed offenbart worden sein. Sie wird eingeleitet mit den Buchstaben „ṬSM“.

## Inhalt
Die Konfrontation zwischen Moses und Aaron auf der einen und dem Pharao und dessen Zauberern auf der anderen Seite zählt zu den häufigsten im Koran referenzierten narrativen Episoden und wird als Motiv wiederholt aufgegriffen, hier in 26:36–51; vgl. Moses im Islam. Sure 26:49 nennt als Strafe die Kreuzigung.
Sure 26:95 spricht von den Scharen des Iblis.
In Sure 26,105–122 geht es um Noach.
Sure 26:193–195 handelt vom Erzengel Gabriel.
Im Koran ist den zumeist schicksalsgläubigen altarabischen Dichtern ein eigener, kritischer Abschnitt gewidmet. Die letzten vier Verse Sure 26 (26:224–227) setzen sie mit Wahrsagern und ziellos Umherirrenden gleich, die von Dschinn oder gar dem Satan selbst besessen seien und ihren Einfluss auf das Stammesleben falsch nützten.